# Carlos di Sarli
Carlos Di Sarli (ur. 7 stycznia 1903 w Bahía Blanca, zm. 12 stycznia 1960 w Olivos) – argentyński muzyk tanga, dyrygent orkiestry tanga, kompozytor i pianista.
Początkowo grał w orkiestrze Osvaldo Fresedo. Nagrał 27 albumów ze swoją orquesta típica.